# Arc de Wellington
Pour les articles homonymes, voir Wellington (homonymie).
L'arc de Wellington est un arc de triomphe situé à Hyde Park Corner au sud-est de Hyde Park dans le centre de Londres. Il fut commandé par le roi George IV en 1825 pour commémorer les victoires britanniques durant les guerres napoléoniennes. 
L'arc de Wellington servit aussi de porte d'accès vers Constitution Hill créant ainsi une entrée de prestige à Londres en venant de l'ouest.
Connu également sous le nom d'arc de la Constitution ou à l'origine l'arc du Parc Vert, l'arc de Wellington a été construit entre 1826 et 1830 sur la base de plans dressés par Decimus Burton. À l'époque de sa construction, l'arc fut érigé à une centaine de mètres de son emplacement actuel, à l’extrémité nord de Grosvenor Place, face de l'entrée principale de Hyde Park, laquelle est due au même architecte, et donc à proximité d'Apsley House, la résidence londonienne de Sir Arthur Wellesley, 1er duc de Wellington, militaire, vainqueur de la bataille de Waterloo, et Premier ministre.

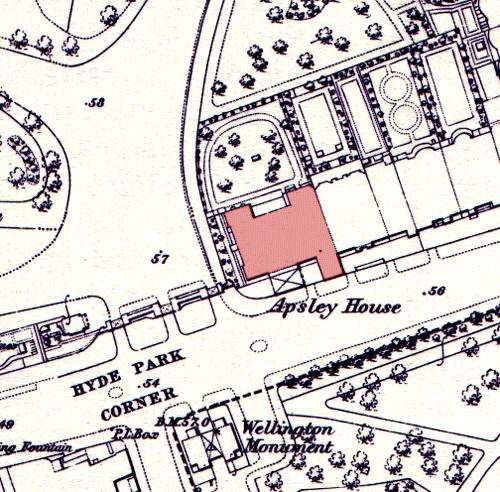
Positionnement initial de l'arc de Wellington en 1869 (Apsley House est en rose).

En 1846, le monument fut choisi pour accueillir une statue équestre représentant le duc, œuvre de Matthew Cotes Wyatt, d'une hauteur de 8,5 mètres, la plus grande jamais fabriquée jusqu'à cette époque. Sa taille a provoqué beaucoup de controverses lors de sa construction.
Entre 1882 et 1883, l'arc a été déplacé vers son site actuel pour permettre la construction de rues plus larges. Il est aujourd'hui au centre du grand rond-point arboré qu'est Hyde Park Corner.
Au moment de son déplacement, la statue du duc a été déplacée à Aldershot et remplacée en 1912 par un grandiose quadrige en bronze d'Adrien Jones. La statue représente la déesse de la victoire Niké descendant sur son char de guerre. Le visage de cette statue qui guide le quadrige est un jeune garçon (le fils de Lord Michelhan, la personne ayant financé l'œuvre). Celle-ci est la plus grande statue de bronze d'Europe.
À l'intérieur de l'arc de triomphe, était installé jusqu'à 1992, le deuxième plus petit poste de police de Londres (le plus petit se trouve à Trafalgar Square). En 1999, l'English Heritage y a installé un musée où est exposé sur trois étages l'histoire de ce bâtiment.